# Sussaba insculpta
Sussaba insculpta är en stekelart som beskrevs av Dasch 1964. Sussaba insculpta ingår i släktet Sussaba och familjen brokparasitsteklar. Inga underarter finns listade i Catalogue of Life.